# Nhà thờ chính tòa Jaén

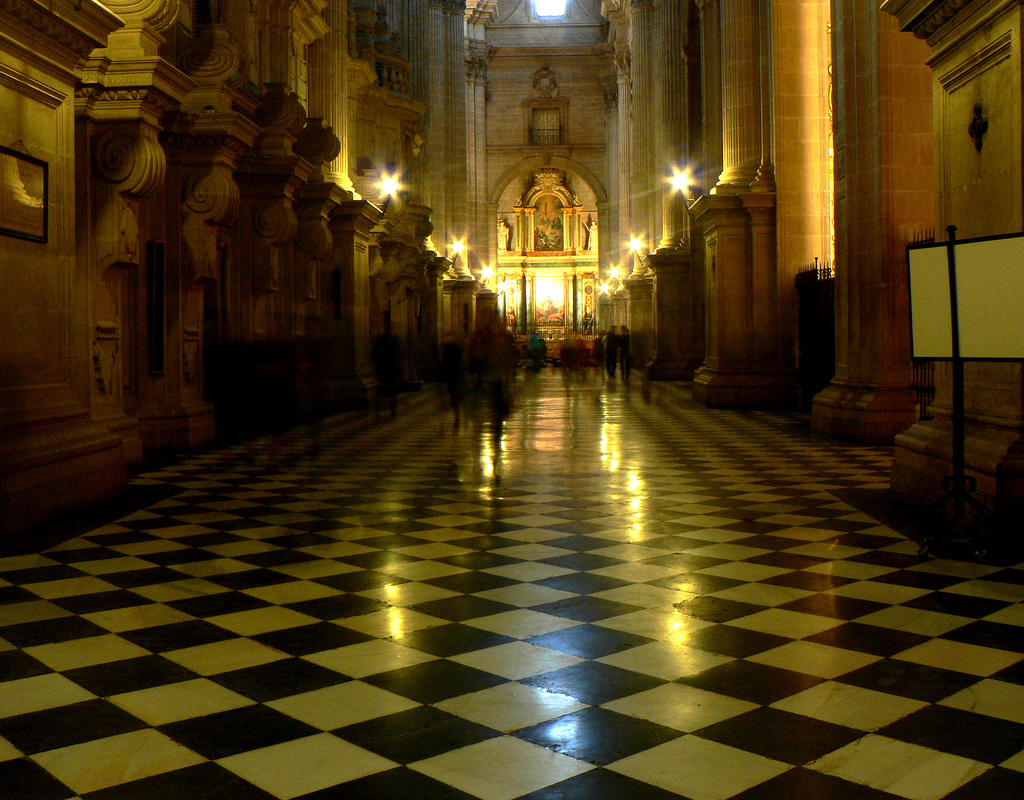
Bên trong nhà thờ chính tòa Jaén Cathedral

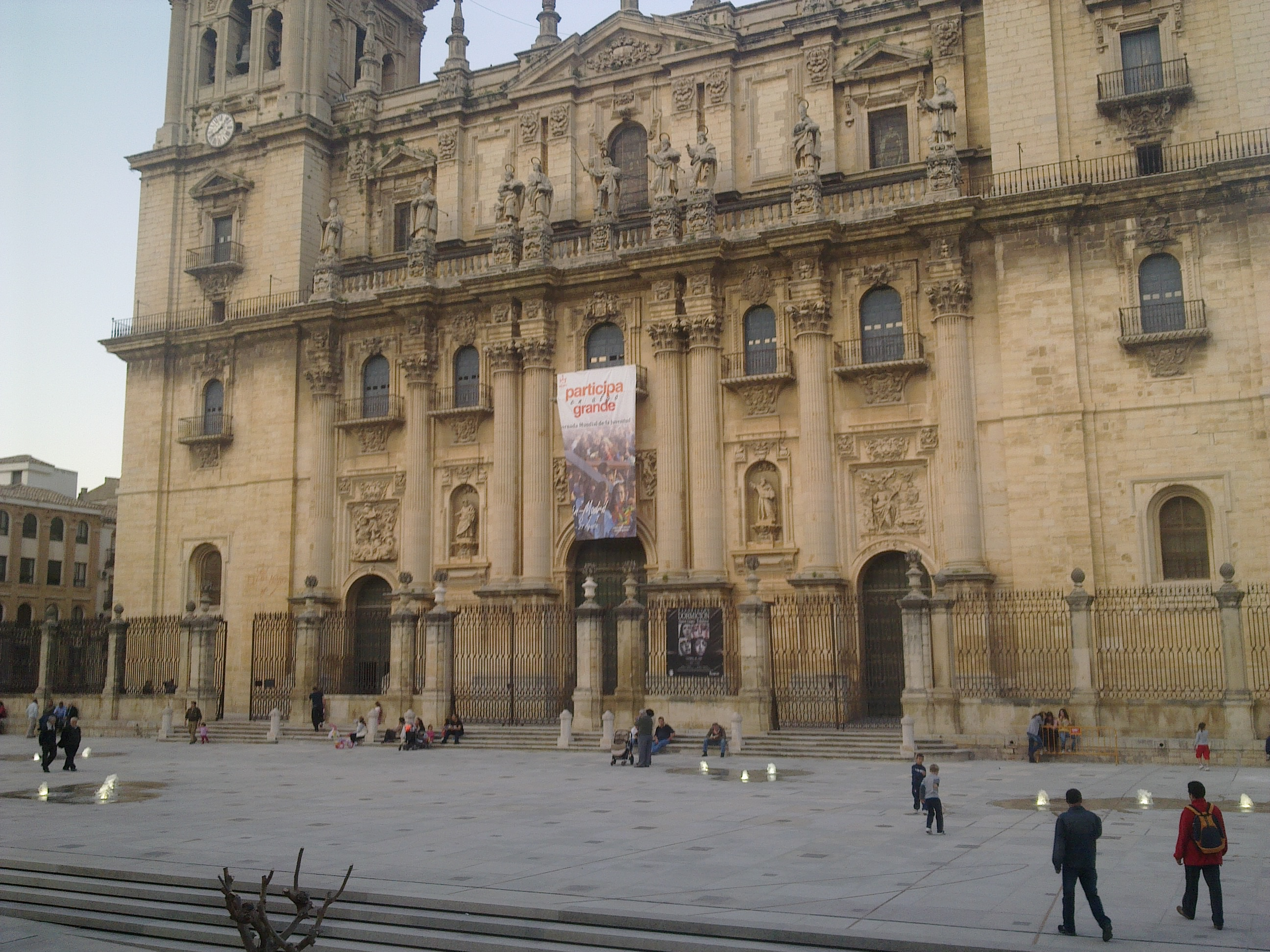
Quảng trường Santa María ở Jaén.

Nhà thờ chính tòa Lễ Đức Mẹ Lên Trời là một nhà thờ chính tòa kiến trúc Phục Hưng Tây Ban Nha nằm ở quảng trường Santa María ở Jaén, Tây Ban Nha, đối diện Tòa Thị chính và cung điện Episcopal. Quảng trường Santa María là một trong các điểm lịch sử ở Jaén. Nhà thờ được xây trên chỗ một thánh đường Hồi giáo cũ.
Việc xây dựng nhà thờ được bắt đầu năm 1249 trên nền dất một thánh đường Hồi giáo đổ nát. Nhà thờ chính tòa Jaén được liệt kê là dDi sản thế giới bởi UNESCO.